# Branko Tanjga
Branko Tanjga, bosansko-hercegovski general, * 10. julij 1919, † 1988.

## Življenjepis
Leta 1941 je vstopil v NOVJ in KPJ; med vojno je bil poveljnik več enot, nazadnje 15. krajiške brigade.
Po vojni je bil poveljnik tankovske brigade, načelnik štaba oklepne divizije, načelnik Oklepnih enot JLA,...